# Big Salmon River
Big Salmon River – rzeka w Kanadzie, przepływająca przez terytorium Jukonu, o długości około 240 km. Stanowi dopływ rzeki Jukon. 

## Geografia
Przepływa przez tradycyjne terytorium Indian kanadyjskich: plemion Tlingit, Kaska oraz Little Salmon/Carmacks.
Swoje źródła ma w jeziorze Quiet Lake. Stamtąd płynie na północ przez jeziora Sandy Lake i Big Salmon Lake. Następnie rzeka przybiera kierunek północno-zachodni i wdziera się w góry. Na zachód od rzeki znajduje się masyw Big Salmon Range, wschodnia część gór Pelly Mountains. Największe dopływy rzeki to South Big Salmon River oraz North Big Salmon River. Od 208 km biegu rzeki jest ona zablokowana przez pnie drzew na całej szerokości. Z tego też powodu na 15 km przed ujściem do Jukonu szuka ona nowego biegu tworząc rozległą deltę. Uchodzi do Jukonu w osadzie Big Salmon Village.

## Ekologia
Świerk czarny jest dominującym gatunkiem drzew w dorzeczu Big Salmon River. Występują tu także takie gatunki zwierząt jak łosie, niedźwiedzie, wilki, czy orły.